# Peter Falck

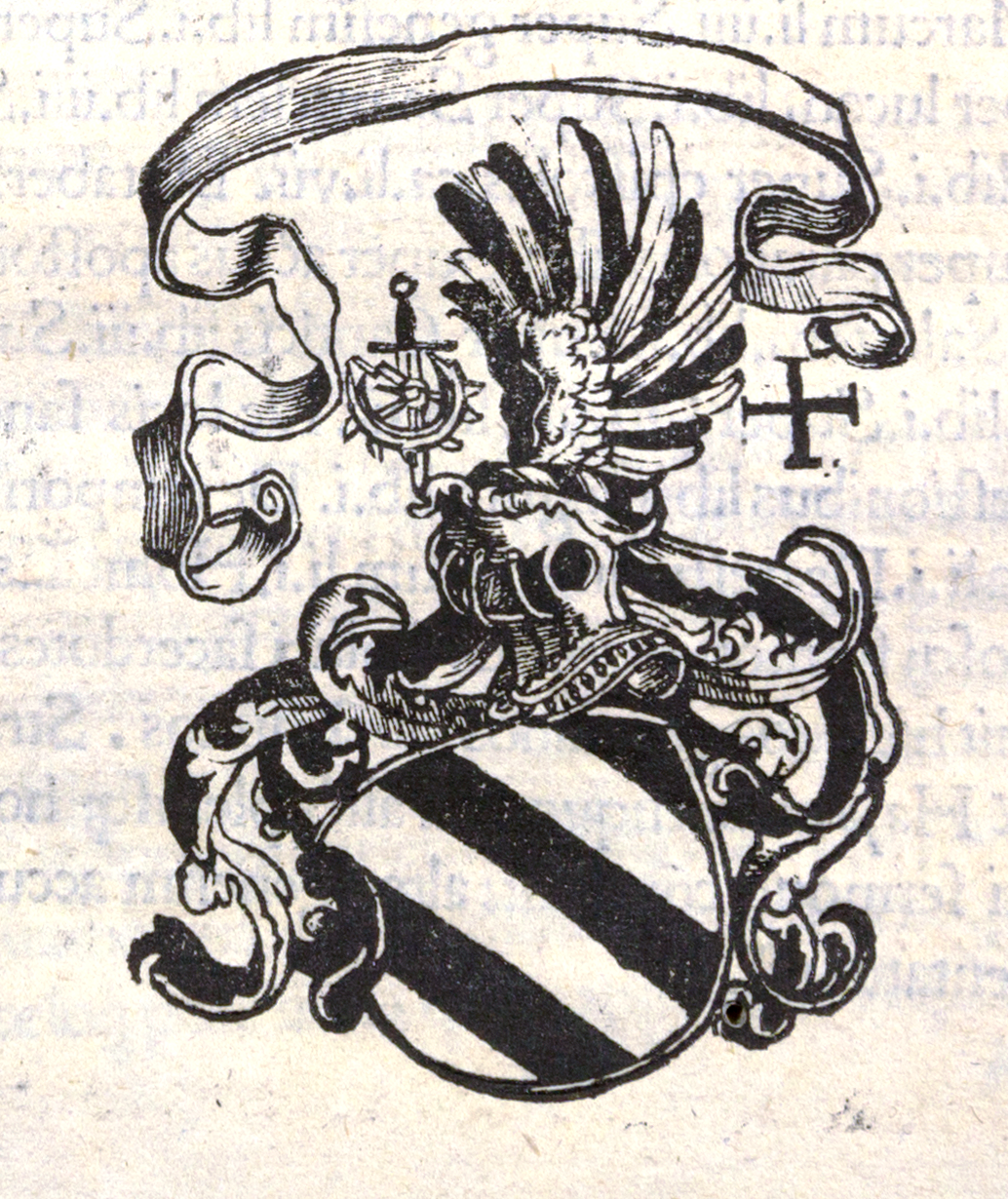
Peter Falcks Exlibris

Peter Falck (auch Peter Falk; * um 1468 in Freiburg im Üechtland; † 6. Oktober 1519 vor Rhodos) war ein Schweizer Politiker, Diplomat und Gelehrter. Seine humanistische Bibliothek ist eine der wichtigsten der Schweiz.

## Leben
Peter Falck wurde um 1468 in Freiburg im Üechtland in einer Familie von Notaren und Stadtschreibern geboren. Nach dem Tod seines Vaters Bernhard (1480) wurde er für eine Notariatsausbildung ins Elsass (wahrscheinlich nach Kaysersberg) geschickt.
Nach seiner Rückkehr nach Freiburg wurde er politisch tätig. Als Bürger der Stadt wurde er in den Rat der Zweihundert (1493) und dann denjenigen der Sechzig (1494) gewählt. Parallel zu seiner Notariatstätigkeit machte er eine glänzende politische und militärische Karriere: Gerichtsschreiber (1493–1505), Landrichter (1502–1504), erster Vogt von Villarepos (1503), Schultheiss von Murten (1505–1510), wo er sich mit seiner Frau Anna von Garmiswil und der gemeinsamen Tochter Ursula niederliess, Venner des Burgquartiers (1510–1511), Bürgermeister von Freiburg (1511–1514), Statthalter des Schultheissen (1514) und schliesslich Schultheiss (1516–1519).
In den letzten Jahren des 15. Jahrhunderts war Falck auch ausserhalb Freiburgs tätig. Die eidgenössischen Orte betraten neben dem Reich, Frankreich und dem Papst die Bühne der europäischen Politik. Sie schlossen mit den einen wie den anderen Bündnisse ab und liessen sich in mehrere Konflikte ein, um die Grenzen ihres wachsenden Territoriums zu festigen. Freiburg, seit 1454 Zugewandter Ort und seit 1481 Mitglied der Eidgenossenschaft, beteiligte sich an den Konflikten auf Seiten der anderen Orte. Während des «Schwabenkrieges» (Waldshuterkrieg) entsandte es Truppen in den Hegau und den Sundgau, und in den «Ennetbirgischen Feldzügen» waren die Freiburger mit den eidgenössischen Truppen unterwegs. In Oberitalien beteiligten sich die Orte an den «Italienkriegen» zwischen dem König von Frankreich, dem König von Spanien (die sich das Königreich Neapel streitig machten), dem Kaiser Maximilian I. und dem Papst. 1510 ernannte Freiburg Falck zu seinem Vertreter bei der Tagsatzung. Er begleitete die Freiburger Truppen als Feldschreiber und Kriegsrat. Die dabei gemachten Erfahrungen befähigten ihn, die Freiburger Truppen in Italien als Hauptmann nicht nur während des «Chiasserzugs» (1510) und des «Kaltwinterzugs» (1511), sondern auch während des «Pavierzugs» (1512) zu kommandieren.

### Affäre Arsent
Im Jahr 1510 erneuerten die Orte das Bündnis mit dem König von Frankreich nicht mehr, sondern schlossen sich Papst Julius II. (1503–1513) an, der versuchte, die Franzosen aus Italien zu vertreiben. Matthäus Schiner, Bischof von Sitten (1499–1522) und Kardinal, ein Freund Falcks, spielte bei dieser politischen Wende eine wichtige Rolle. Sie erfreute jedoch nicht alle; infolgedessen stiessen die Parteigänger des Papstes und des Königs von Frankreich in mehreren Kantonen aufeinander. Im Wallis kam es beispielsweise zu einem Konflikt zwischen Schiner und Georg Supersaxo, einem Anhänger der Franzosen. Auf dem Weg nach Luzern wurde Supersaxo in Freiburg festgenommen, wo ihn Schiner vor Gericht brachte, wobei Franz Arsent, ehemaliger Schultheiss und Führer der französischen Partei, mit seiner Verteidigung betraut war. Nachdem Arsent Supersaxo hatte entweichen lassen, sah er sich in Freiburg der Wut der Bevölkerung ausgesetzt, angefacht durch die von Peter Falck angeführte päpstliche Partei. Am 18. März 1511 wurde er nach einem von Falck geführten politischen Prozess wegen Landes Verrats zum Tode verurteilt.

### Laufbahn als Diplomat
1511 wurde Falck Bürgermeister der Stadt Freiburg. Im Jahr darauf schickte ihn die Badener Tagsatzung in Begleitung des Vertreters Berns nach Rom, um mit Julius II. einen Eintritt des Kaisers in die Heilige Liga und die möglichen Folgen eines solchen Eintritts für die Beziehungen mit Venedig, dem Feind des Reiches, zu besprechen. Freiburg beauftragte seinen Bürgermeister auch damit, vom Papst die Erhebung der Pfarrkirche St. Nikolaus in den Rang einer Kollegiatkirche (mit einem Stiftskapitel) zu erlangen, was Julius II. gewährte. In Rom angekommen, stellten die Schweizer Delegierten fest, dass der Papst mit dem Kaiser bereits eine Vereinbarung getroffen hatte. Der Papst schlug ihnen deshalb vor, sich seiner eigenen nach Venedig entsandten Delegation anzuschliessen, um die Republik zu besänftigen. Trotz des Scheiterns der Mission (Venedig verbündete sich mit dem König von Frankreich) erlaubte die Delegation Falck, den Dogen Leonardo Loredan zu treffen. Ende 1513 verliess Falck Freiburg erneut in Richtung Mailand. Die Tagsatzung hatte ihn zu einem ihrer zwei ständigen Vertreter bei Herzog Massimiliano Sforza gewählt. Dieser ernannte ihn zum Hauptmann der Martesana, ein Amt mit rechtlichen, administrativen und fiskalischen Funktionen.
Nach seiner Rückkehr aus Mailand wurde er zum Statthalter des Schultheissen ernannt, und die Freiburger Behörden erlaubten ihm, zum Dank für seine Förderung ihrer Kirche, für ihn und seine Erben eine Kapelle in der neuen Stiftskirche einzurichten. Kaum hatte Falck mit dieser Arbeit begonnen, gab er seine Absicht bekannt, ins Heilige Land zu pilgern. Am 20. April 1515 reiste er nach Venedig, wo er sich, nachdem ihm der Doge Loredan sicheres Geleit für seine Reise zugesichert hatte, in eine Galeasse für Jaffa einschiffte. Zurück von der Wallfahrt im Januar 1516, nach der Niederlage von Marignano, musste er feststellen, dass sich die politische Situation in seiner Heimat inzwischen erheblich verändert hatte. Trotz seiner Rolle als Führer der päpstlichen Partei von Freiburg bekräftigte die Stadt ihr Vertrauen in ihn, indem sie ihn zum Schultheissen ernannte und ihm die Friedensverhandlungen mit dem König von Frankreich anvertraute. Diese neuen Verantwortlichkeiten waren nicht unumstritten, und Falck musste sich vor dem Rat wegen der «Lügengerüchte», die über ihn kursierten, rechtfertigen. Nach Abschluss der Friedensverhandlungen, die zum «Ewigen Frieden» führten, wobei Falck eine wichtige Rolle gespielt hatte, reiste er zusammen mit Hauptmann Hans Schwarzmurer nach Paris, um von Franz I. das Siegel für den Vertrag zu erhalten. Die Eidgenossen beauftragten ihn, mit dem König Stipendien für Schweizer Studenten auszuhandeln, die in der französischen Hauptstadt studieren wollten, und Falck erhielt Mittel für den Aufenthalt eines Studenten pro Kanton. Der König schlug ihn zudem zum «goldenen Ritter» (eques auratus), um seine Loyalität sicherzustellen.

### Tod
Seine letzten Lebensjahre widmete Falck der Verteidigung der Interessen von Freiburg und der eidgenössischen Orte. Anfang 1519 wollte er abermals ins Heilige Land reisen. Erneut wurde er zum Leiter des Vorhabens gewählt. Von Baden aus besucht er auf dem Weg nach Venedig die Stadt Zürich, wo er in der Bibliothek des Großmünsterstifts Einblick erhält in zwei handschriftliche Reiseführer (Itinerarium terrae sanctae) ins heilige Land (des Guillelmus Textor sowie des Bernhard von Breidenbach). Er notiert seinen Besuch und die Einsichtnahme am Rand des Codex. Dann erreichte die Gruppe Venedig, wo Falck sein Testament aufzeichnete. Nach einer gut einmonatigen Überfahrt (21. Juni bis 27. Juli) erreichten die Pilger Jaffa und kamen zweieinhalb Wochen später in Jerusalem an. Während der Rückreise entkam das Schiff zwar den Piraten, jedoch wurden mehrere Passagiere von der Pest befallen, darunter auch Falck. Er starb am 6. Oktober 1519 vor Rhodos. Die eidgenössischen Pilger konnten verhindern, dass sein Körper ins Meer geworfen wurde, und erwirkten, auf der Insel an Land gehen zu können. Nach Verhandlungen mit dem Grossmeister des Ordens des heiligen Johannes von Jerusalem durften sie ihn in der Franziskanerkirche begraben, vermutlich in der Kirche Unserer Lieben Frau vom Siege, damals eine der renommiertesten Kirchen in Rhodos.

## Bibliothek

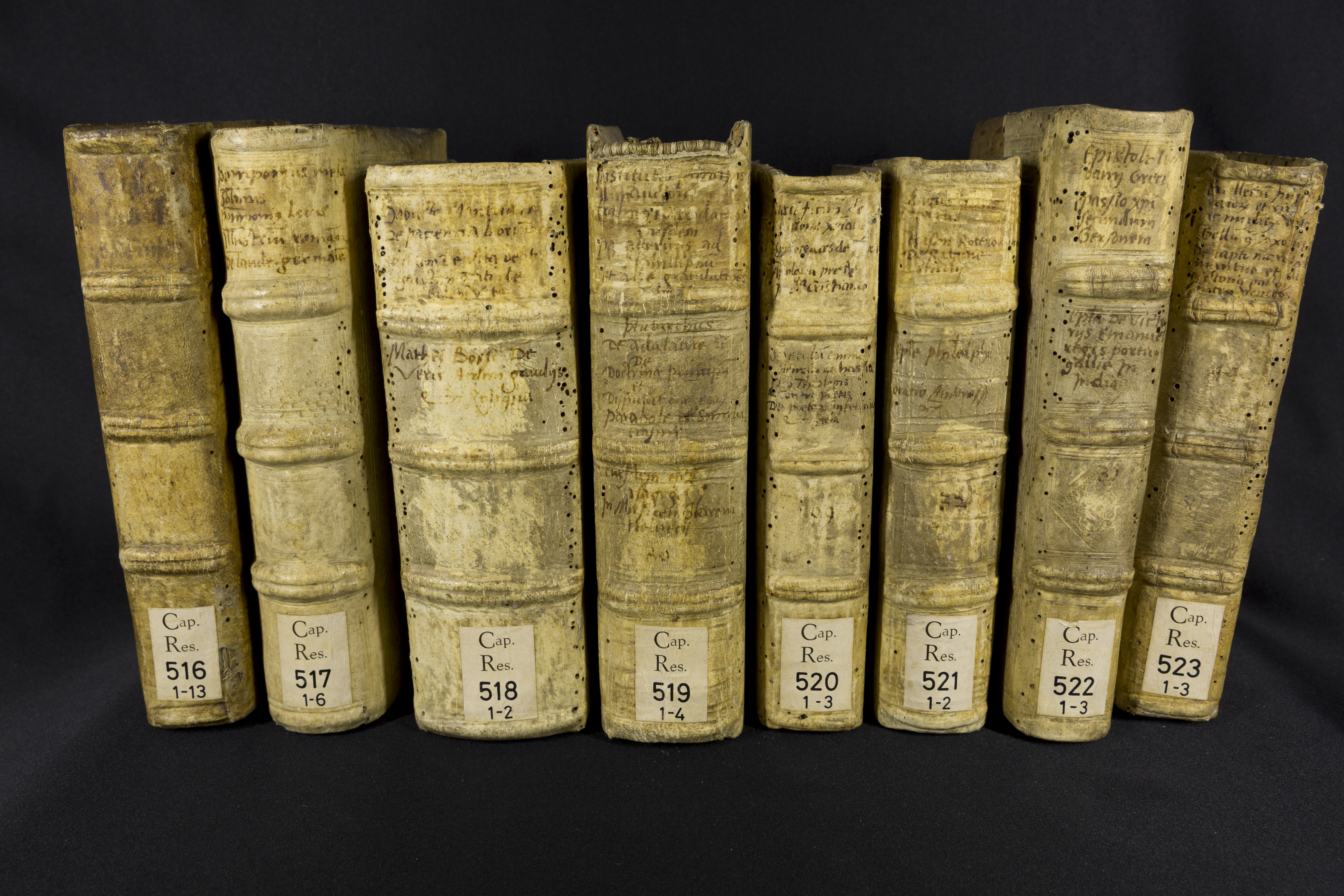
Bücher aus der Bibliothek von Peter Falck

Während seiner Karriere als Diplomat erwarb sich Falck im Kontakt mit Gelehrtenkreisen ein hohes humanistisches Ethos. Seine Bibliothek enthält mehrere Ausgaben von Briefsammlungen von Humanisten und antiken Schriftstellern. Sie zeugt vom grossen Interesse Falcks am italienischen Humanismus und von seiner Bewunderung für Erasmus. Als emblematische Figur des Freiburger Humanismus hat sich Falck auch mit Schweizer Humanisten umgeben, mit denen er zusammenarbeitete oder die er als Mäzen förderte: dem Luzerner Oswald Geisshüsler (Myconius), Joachim Vadian und Heinrich Glarean, dem Glarner Fridolin Eglin (Hirudäus), Peter und Valentin Tschudi sowie dem Freiburger Peter Cyro (Richardus). In diesem Netzwerk aus Freunden und Anhängern war das Buch vor allem ein symbolisches Objekt. Vom Mäzen überreicht, war es ein Zeichen des Schutzes und der Freundschaft für den Protegierten, überreicht von diesem, war es ein Zeugnis der Dankbarkeit gegenüber dem Mäzen.
In der Bibliothek von Peter Falck befinden sich heute nur noch 110 Bände. Diese Zahl wurde erreicht, indem die jüngsten Funde zu den von Pater Adalbert Wagner erfassten Bänden hinzugefügt wurden, auch wenn sie nur eine Spur einer Intervention von Falck (Kennzeichen des Besitzers oder Randnotizen) tragen. Von diesen wurden 96 in Sammlungen und Beständen von Bibliotheken oder Archiven sowie in Privatsammlungen identifiziert: 73 werden seit 1982 in der Kantons- und Universitätsbibliothek Freiburg aufbewahrt, der das Kapuzinerkloster sie 2004 überlassen hat; 23 weitere befinden sich in schweizerischen, französischen, belgischen, englischen und amerikanischen Bibliotheken. Von den letzten 14 sind nur noch Spuren vorhanden – Erwähnungen in Briefen an oder von Falck oder in der Sekundärliteratur des 19. und 20. Jahrhunderts. Drei dieser 14 Bände wurden 1975 zusammen mit einem Dutzend anderer alter Drucke den Kapuzinern gestohlen. Die gestohlenen Werke wurden sofort zum Verkauf angeboten und befinden sich wahrscheinlich inzwischen in privater Hand.